# Johnny Mundt
John Christian Mundt (Hughson, 23 novembre 1994) è un giocatore di football americano statunitense che milita nel ruolo di tight end per i Jacksonville Jaguars della National Football League (NFL).

## Carriera

### Los Angeles Rams
Mundt firmò con i Los Angeles Rams dopo non essere stato scelto nel Draft NFL 2017. Mundt ebbe una solida pre-stagione, competendo con l'altro rookie Travis Wilson per il ruolo di terzo tight end dietro a Tyler Higbee e Gerald Everett. Fu svincolato il 3 settembre 2017 ma rifirmò con la squadra di allenamento. Fu promosso nel roster attivo l'11 novembre 2017. Fu nuovamente svincolato il 21 novembre 2017, rifirmando con la squadra di allenamento. L'8 gennaio 2018 firmò un nuovo contratto con la squadra.
Mundt firmò un contratto annuale con i Rams il 17 aprile 2020. Il 18 marzo 2021 rinnovò per un altro anno. Nella settimana 6 si ruppe il legamento crociato anteriore e il 19 ottobre fu inserito in lista infortunati. Senza Mundt, i Rams vinsero il Super Bowl LVI contro i Cincinnati Bengals.

### Minnesota Vikings
Il 16 marzo 2022 Mundt firmò un contratto biennale con i Minnesota Vikings.

### Jacksonville Jaguars
Il 12 marzo 2025 Mundt firmò con i Jacksonville Jaguars.

## Palmarès
- Super Bowl : 1

Los Angeles Rams: LVI
- National Football Conference Championship: 2

Los Angeles Rams: 2018, 2021